# Acer maximowiczii
Acer maximowiczii é uma espécie de árvore do gênero Acer, pertencente à família Aceraceae.